# Ubiad
Ubiad – wieś w Polsce, położona w województwie małopolskim, w powiecie nowosądeckim, w gminie Chełmiec.
W latach 1975–1998 miejscowość administracyjnie należała do województwa nowosądeckiego. 30 czerwca 2004 r. wieś liczyła 565 mieszkańców.

## Położenie
Ubiad to wieś o charakterze rolniczym. Położona jest na terenie Pogórza Rożnowskiego, na północ od Nowego Sącza.

## Integralne części wsi
| SIMC    | Nazwa     | Rodzaj    |
| ------- | --------- | --------- |
| 0421291 | Bankówka  | część wsi |
| 0421300 | Bieńkówka | część wsi |
| 0421316 | Działek   | część wsi |
| 0421322 | Trzaśniki | część wsi |
| 0420015 | Ubiadek   | część wsi |
| 0421339 | Zadziele  | część wsi |

## Historia
Wieś od XIV w. wchodziła w skład klucza wielogłowskiego i traktowana była jako przysiółek Wielogłów. Rejestr poborowy z 1581 stwierdzał, że właścicielką Wielogłów, Dąbrowy i Ubiadu była wdowa Wielogłowska, a dzierżawcą folwarku i wsi był Bartłomiej Stojowski. Ten sam dokument z 1629 wykazał nowego właściciela wsi, którym był Piotr Biernacki. W XVIII w. wieś dzieliła losy majątku wielogłowskiego. W pierwszej połowie XIX w. wieś przeszła w ręce hrabiów lanckorońskich. W 1881 właścicielem klucza wielogłowskiego był Ignacy hrabia Lanckoroński.
Charakterystycznym obiektem jest kapliczka przydrożna ze źródełkiem. Na cześć wizyty Jana Pawła II na Sądecczyźnie w najwyższym punkcie wsi wybudowano inną kapliczkę, od nazwiska posiadacza tego terenu potocznie zwaną "na Kożuchu".
We wsi od 2000 działa piłkarski Ludowy Klub Sportowy Ubiad, występujący w nowosądeckiej A klasie.

## Przyroda
W Ubiadzie rośnie okazały, pomnikowy dąb szypułkowy, to drzewo o obwodzie 701 cm i wysokości 29 m (w 2013). Jego pień posiada masywną podstawę, a także liczne osobniki grzyba rozkładającego drewno dębowe, żółciaka siarkowego.